# Tabula rasa (Buffy)
Pour les articles homonymes, voir Tabula rasa.
Tabula rasa est le 8e épisode de la saison 6 de la série Buffy contre les vampires.

## Résumé
Alors que Buffy patrouille, Spike lui parle du baiser qu'ils ont échangé (à la fin de l'épisode précédent), et ils rencontrent un démon accompagné des vampires. Le Scooby-gang discute de la révélation de Buffy : qu'elle était au Paradis. Ils ont du mal à se reprocher de l'avoir ressuscitée. Tara reproche à Willow d'avoir utilisé une formule d'oubli sur elle. Willow s'engage à tenir une semaine sans utiliser la magie. Giles annonce à Buffy qu'il repart pour l'Angleterre car elle compte trop sur lui, ce qui l'empêche d'apprendre à se débrouiller seule. Willow prépare un sort d'oubli sur Buffy et Tara avant de rejoindre le groupe qui s'est réuni à la boutique de magie (ainsi que Spike qui s'est réfugié là-bas pour échapper au démon vu au début de l'épisode envers qui il a une dette de jeu). Giles annonce publiquement son intention de partir. Le sort de Willow se déclenche alors. Il s'avère plus puissant que prévu et tout le monde s'endort. Ils se réveillent tous quelques heures plus tard mais ont totalement perdu la mémoire. Ainsi, Spike et Giles croient être père et fils alors qu'Anya pense qu'elle est la fiancée de Giles, et que Willow et Alex croient être ensemble.
En voulant sortir de la boutique, ils découvrent des vampires qui les en empêchent. Ceux-ci travaillent pour le démon qui traque Spike. Ils attaquent la boutique. Buffy découvre alors sa force de Tueuse et fait une sortie avec Spike. Le reste du groupe tente de s'enfuir par les égouts. Spike découvre qu'il est un vampire mais pense être un vampire avec une âme car il ne veut pas mordre Buffy. Tous deux font équipe pour combattre les vampires qui les poursuivent. Finalement, Alex détruit accidentellement le cristal contenant le sort de Willow et tout le monde retrouve la mémoire. Découvrant ce que Willow a fait, Tara décide de la quitter. Giles prend son avion pour l'Angleterre. Buffy et Spike s'embrassent passionnément au Bronze.